# 1288
1288 (MCCLXXXVIII) fue un año bisiesto comenzado en jueves del calendario juliano.

## Acontecimientos
- 15 de febrero: en Roma, el cónclave de cardenales elige por unanimidad a Girolamo Maschi d’Áscoli como papa de la Iglesia católica. Sin embargo, este declinó su candidatura. Solo después de una segunda elección el 22 de febrero, Girolamo aceptó convertirse en cabeza de la Iglesia y fue coronado el 25 de febrero en la Basílica de San Pedro por el cardenal Matteo Orsini. Tomó el seudónimo de Nicolás IV por respeto al papa Nicolás III.

## Nacimientos
- Guillermo de Ockham, fraile franciscano y filósofo escolástico inglés.

## Fallecimientos
- 8 de junio: Lope Díaz III de Haro, aristócrata español («señor de Vizcaya») es muerto por Sancho IV el Bravo en Alfaro (La Rioja)